# Din Rusia, cu dragoste (film)
Din Rusia, cu dragoste (în engleză From Russia with Love) este un film britanic de spionaj din 1963 cu Sean Connery în rolul principal; este al doilea film din seria James Bond. 
Filmul a fost regizat de Terence Young, produs de Albert R. Broccoli și Harry Saltzman și scris de Richard Maibaum și Johanna Harwood, după romanul lui Ian Fleming din 1957, From Russia, with Love. În film, Bond este trimis să ajute la dezertarea funcționarului consulatului sovietic Tatiana Romanova în Turcia, unde SPECTRE plănuiește să răzbune uciderea de către Bond a doctorului No. Filmul a urmat după Dr. No (1962) și a fost urmat de Goldfinger (1964).
În urma succesului înregistrat de Dr. No, United Artists a dat undă verde unei continuări și a dublat bugetul disponibil pentru producători. Pe lângă filmările din Turcia, scenele de acțiune au fost filmate la Pinewood Studios, Buckinghamshire, și în Scoția. Producția a depășit bugetul și programul de filmări și a fost terminată în grabă până la data de lansare programată pentru octombrie 1963.
Din Rusia, cu dragoste a fost un succes critic și comercial. A obținut încasări de peste 78 de milioane de dolari în box-office-ul mondial, cu mult peste bugetul de 2 milioane de dolari și mai mult decât predecesorul său Dr. No, devenind astfel un blockbuster în cinematografia anilor 1960. În 2004, revista Total Film l-a numit al nouălea cel mai bun film britanic din toate timpurile; a fost singurul film Bond care a apărut pe această listă. A fost, de asemenea, primul film din serie care a câștigat un premiu BAFTA pentru cea mai bună imagine.

## Prezentare
Organizația criminală internațională SPECTRE caută să se răzbune pe agentul MI6 James Bond pentru moartea agentului lor Dr. No în Jamaica. Directorul șef al SPECTRE, marele maestru de șah cehoslovac Kronsteen, concepe un plan pentru a-l atrage pe Bond într-o capcană, folosind ca momeală perspectiva de a procura un dispozitiv de criptografie Lektor de la consulatul Uniunii Sovietice din Istanbul. Agentul SPECTRE Rosa Klebb, fostă șefă a SMERSH (contraspionajul sovietic), este desemnată să supravegheze misiunea și îl alege pe criminalul Donald Grant pentru a-l asasina pe Bond la momentul potrivit. Pentru a pune la cale capcana, Klebb recrutează o funcționară de la consulat, Tatiana Romanova, pentru a asista involuntar la plan, păcălindu-o pe Romanova să creadă că Klebb lucrează încă pentru SMERSH.
La Londra, Bond este chemat la o întâlnire cu M și este informat că Tatiana a cerut ajutorul lui Bond pentru a dezerta în Occident, în schimbul furnizării unui Lektor serviciilor secrete britanice. Exact așa cum a prezis Kronsteen, M suspectează o capcană, dar decide să onoreze cererea Tatianei. Înainte de a pleca, Bond este echipat cu o servietă specială, care conține mai multe gadgeturi defensive și o pușcă cu lunetă ArmaLite AR-7, pentru a-l ajuta în misiunea sa. La sosirea la Istanbul, Bond lucrează alături de șeful filialei MI6 din oraș, Ali Kerim Bey, în timp ce așteaptă vești de la Tatiana. Grant îl urmărește pe Bond pentru a-l proteja până când acesta fură Lektor-ul. În acest timp, Kerim este atacat de agentul sovietic Krilencu. După un atac asupra lor, în timp ce aceștia se ascund într-o așezare de țigani, Kerim îl asasinează pe Krilencu cu ajutorul lui Bond înainte ca acesta să poată fugi din oraș.
În cele din urmă, Tatiana se întâlnește cu Bond în apartamentul său de la hotel, unde este de acord să furnizeze planurile consulatului pentru a-l ajuta să fure Lektor. Cei doi își petrec noaptea împreună, fără să știe că SPECTRE îi filmează. După ce primesc planurile consulatului de la Romanova, Bond și Kerim fac un plan pentru a fura Lektor, înainte ca toți trei să fugă din oraș la bordul Orient Express. La bord, Kerim și Bond îl înving pe Benz, un ofițer de securitate sovietic. În timp ce Bond se întoarce la Tatiana pentru a aștepta întâlnirea cu unul dintre oamenii lui Kerim, Grant îi ucide atât pe Kerim, cât și pe Benz. Bond pune la îndoială adevăratele motive ale Romanovei.
Când trenul ajunge la Belgrad, Bond îl informează pe unul dintre fiii lui Kerim despre moartea tatălui său și primește instrucțiuni să se întâlnească cu un agent britanic pe nume Nash la Zagreb. Cu toate acestea, Grant aude conversația, îl ucide pe Nash și își asumă identitatea. El o droghează pe Tatiana la cină și îl învinge pe Bond. El dezvăluie că Tatiana a fost un pion în planul SPECTRE; intenționează să o ucidă atât pe ea, cât și pe Bond, înscenând o crimă-sinucidere și lăsând în urmă dovezi de șantaj falsificate care vor scandaliza comunitatea britanică de informații. Bond îl păcălește pe Grant să declanșeze o capcană în servieta lui Bond înainte ca cei doi să se lupte, iar Bond îl ucide pe Grant. Luând Lektor-ul și filmul nopții petrecute împreună, Bond și Romanova părăsesc trenul în Istria, Iugoslavia și folosesc planul de evadare al lui Grant. Evită atacurile cu elicopterul și cu barca ale agenților SPECTRE înainte de a ajunge în siguranță.
Aflând de moartea lui Grant și de supraviețuirea lui Bond, enigmaticul președinte al SPECTRE, Ernst Stavro Blofeld, îl execută pe Kronsteen pentru eșecul dezastruos al planului său. Întrucât organizația a promis să vândă Lektor-ul înapoi rușilor, Klebb primește ordin să îl recupereze și să îl ucidă pe Bond. Klebb ajunge la cei doi, în timp ce aceștia se odihnesc într-un hotel din Veneția, și vine în camera lor deghizată în cameristă. Klebb îi ordonă Tatianei să părăsească camera în timp ce îl amenință pe Bond cu o armă. Tatiana reintră apoi în cameră, o atacă pe Klebb și aruncă pistolul pe podea. Klebb și Bond se luptă în timp ce Klebb încearcă să-l înjunghie pe Bond cu o lamă cu vârf otrăvit aflată într-unul din pantofii ei. Tatiana ridică pistolul și o ucide pe Klebb. Cu misiunea îndeplinită, Bond și Tatiana petrec ceva timp într-o plimbare romantică cu barca.

## Distribuție
- Sean Connery - James Bond, agentul 007
- Pedro Armendáriz - Ali Kerim Bey, șeful MI6 din Istanbul
- Lotte Lenya - Rosa Klebb, fost colonel SMERSH care a trecut la SPECTRE
- Robert Shaw - Donald Grant, un asasin viclean al SPECTRE și unul dintre principalii inamici ai lui Bond
- Bernard Lee - M, șeful British Intelligence
- Daniela Bianchi - Tatiana Romanova, funcționar de la consulatul sovietic
- Eunice Gayson - Sylvia Trench, prietenă de-a lui Bond
- Walter Gotell - Morzeny, un bătăuș SPECTRE care antrenează personalul de pe Insula SPECTRE
- Francis de Wolff - Vavra, șef al unui trib de țigani folosit pentru treburi murdare de Kerim Bey
- George Pastell - conductorul de tren de pe  Orient Express
- Nadja Regin - prietena lui Kerim
- Lois Maxwell - Miss Moneypenny, secretara lui M
- Aliza Gur și Martine Beswick - Vida (în roșu) și Zora (în verde), două țigănci geloase care își dispută același bărbat
- Vladek Sheybal - Kronsteen, mare maestru de șah cehoslovac și agent SPECTRE